# Ballana dira
Ballana dira är en insektsart som beskrevs av Delong 1937. Ballana dira ingår i släktet Ballana och familjen dvärgstritar. Inga underarter finns listade i Catalogue of Life.